# Болотников, Алексей Александрович
Алексе́й Алекса́ндрович Боло́тников (1894, Кострома — 1 ноября 1937, Москва) — советский философ, литературный и партийный функционер, редактор.

## Биография
Родился в Костроме. В 1920—1930-х гг. — в Москве, член ВКП(б), профессор.
В 1933—1935 гг. — ответственный редактор «Литературной газеты». Принимал активное участие в создании Союза писателей СССР и подготовке Первого съезда советских писателей. Критически относился к администрированию в сфере литературы и пытался привлечь в сторонники А. М. Горького, которому писал накануне съезда:

За все 10 месяцев напряженнейшей и вообще кляузной работы в «Литературной газете» и литературном движении у меня ещё ни разу не было такого подъёма, как сейчас. А между тем достаётся мне за последнее время и в хвост и в гриву, достаётся так, как никогда, достаётся так, как никогда, пожалуй, не доставалось. Объясняю я этот свой подъём, достойный мучеников ересиархов далёких времён прошлого, исключительно тем, что сейчас мне стало адекватно ясной вся картина нашего литературного движения. Адекватное знание приводило Спинозу в восторженное умиление, которое он называл amor dei intellectuali (интеллектуальная любовь к богу-природе). Так вот я, видимо, переживаю сейчас подобный amor. Вопрос стоит так: что происходит сейчас в нашей литературной политике? Кратко ответ можно формулировать следующим образом. Тактически наметились две линии: одна — господствующая и представляемая секретариатом Оргкомитета — сводится к администрированию работой писателя, к администрированию всем литературным движением. Другая линия, объявленная еретической и представленная официально Лит. газетой, идёт, во всяком случае пытается идти, в направлении тщательного изучения литературного процесса, основательного знакомства с книгами и модами. <…> Мне не только органически чужд административный пыл, но я считаю своим долгом решительно бороться с ним, когда речь идёт о литературе. И, разумеется, нельзя сказать, чтобы я был в этом деле одинок. Несмотря на все попытки секретариата Оргкомитета «изжить» меня, я процветаю, к их огорчению. (Боюсь, что стиль мой уже напоминает стиль протопопа Аввакума). <…> Однако, моё философское «блаженство» происходит не от сознания, что я — новоявленный ересиарх. Отнюдь нет. Дело в том, что сейчас мне стала вполне ясной вся беспочвенность и никчёмность механики группового руководства литературой. <…> Дни администраторов от литературы подошли к концу, и в этом величайшее удовлетворение для всякого, кто понимает сегодняшний день нашей литературы.
— 
17 марта 1934 года в ходе подготовки к съезду ССП секретариат Оргкомитета принял решение разработать доклад о языке для обсуждения среди литераторов, главным исполнителем намечался Болотников, при участии В. Десницкого, В. Жирмунского, М. Пришвина, Ю. Тынянова и К. Федина. Реализуя призыв А. М. Горького учиться и овладевать историко-литературным наследием, газета целые номера посвящала русской классической литературе и критике: М. Ю. Лермонтову, Н. Г. Чернышевскому, Н. А. Добролюбову, Д. И. Писареву и др. В конце августа 1934 года «Литературная газета» подробно освещала работу съезда писателей. На страницах газеты публиковались доклады, выступления, устав Союза писателей, давались подборки читательских писем. Болотников был делегирован на съезд, имея мандат с правом решающего голоса; после завершения работы съезда был введён в состав правления Союза советских писателей.
В 1935 году по своей настоятельной просьбе был освобожден с поста редактора «Литературной газеты»: «за время работы в газете я отупел изрядно», писал он Горькому и пенял ему на низкую образованность партийных кураторов над литературой; критика Болотниковым литературного администрирования не встречала поддержки ни в руководстве Союза, ни у Горького.
Впоследствии — в Институте философии, занимался персидской литературой (творчество Омара Хайяма, в котором видел материалиста, скептика. гедониста и фаталиста), организовывал Центр по изучению национальностей Советского Востока, пытался реализовать просветительский проект сближения литератур СССР на основе освоения литературного и культурного наследия народов СССР, ратовал за подготовку специалистов по этому наследию и переводчиков. Программа предполагала: «1. Сосредоточить работу по развитию и укреплению национальных культур и в первую очередь национальных литератур при КУТВ им. т. И. В. Сталина под общим руководством А. М. Горького. 2. Перевести для этой цели курсы редакторов и переводчиков классиков марксизма-ленинизма в Москву, подчинив их руководству КУТВ. Ввести в программу занятий курсов и их практикум переводы художественной литературы на национальных языках. 3. Развернуть на базе практической работы этих курсов издание альманаха „Творчество национальных литератур“ и отдельные издания классиков мировой литературы и лучших произведений советской литературы на нац. языках. 4. Создать в КУТВ при научно-исследовательском институте Востоковедения коллектив из научных работников и писателей для создания научно-художественных монографий по истории отдельных республик».
В 1935 году под его общей редакцией вышел сборник «Восток» (т.1-2), посвященный литературе Китая, Японии и Ирана. Планировался редактором альманаха «Творчество народов СССР», но не нашел взаимопонимания с Гослитиздатом, чиновники которого были далеки от масштабных задач диалога национальных литератур, и отошел от проекта.
В 1935—1937 гг. — помощник заведующего отделом школ ЦК ВКП(б).
Место проживания: Москва, ул. 2-я Извозная, д. 36а, кв. 37.
Арестован 28 июня 1937 года. Осужден 31 октября 1937 года Военной коллегией Верховного суда СССР, по обвинению в участии в антисоветской террористической организации. Расстрелян 1 ноября 1937 года. Прах — в могиле общих прахов № 1 Нового Донского кладбища (Москва).
Реабилитирован 4 августа 1956 года. Был восстановлен в Союзе советских писателей.

## Сочинения
- Социологическая доктрина Гумпловича // Под знаменем марксизма. 1926. № 7-8. С. 135—162.
- Омар Хайям (Философ-поэт-математик) // На рубеже Востока. 1930. № 1. С. 97-108; № 2. С. 93-111.
- Омар Хайям / Стих. пер. Л. Некоры // Восток. М.; Л., 1935. Вып. 2.